# Bellechasse (canton)
Pour l’article homonyme, voir Bellechasse (homonymie).
Bellechasse est un canton canadien de forme irrégulière de la région de la Chaudière-Appalaches. Il fut proclamé officiellement le 29 avril 1871. Il couvre une superficie de 14 975 hectares.
Le canton a été divisé en 9 rangs. Les rangs I à VI ont chacun 46 lots, le rang VII a quant à lui 20 lots. Les rangs Nord-Est et Sud-Ouest ont chacun 49 lots.
Le canton comprend la partie nord de la municipalité de paroisse de Saint-Camille-de-Lellis et des parties des municipalités de Saint-Magloire et de Sainte-Sabine.
Autrefois, le canton était administré par la municipalité des townships unis de Roux, Bellechasse et Daaquam, qui est aujourd’hui la municipalité de Saint-Magloire.

## Toponymie
Le toponyme Bellechasse tire son nom de la seigneurie de Bellechasse qui est nord-ouest du canton .